# Frederik August Rutowski
Frederik August Graaf Rutowski, ook als Rutowsky geschreven, (Warschau, 19 juni 1702 - Pillnitz, 16 maart 1764) was een Pools-Saksisch edelman en veldmaarschalk. Hij was een bastaardzoon van Augustus de Sterke en verwierf aanzien als Saksisch veldmaarschalk. Frederik August Rutowski was in 1736 een van de eerste ridders in de pas ingestelde Pools-Saksische Militaire Orde van Sint-Hendrik. Hij droeg ook de Poolse Orde van de Witte Adelaar.

## Familie
Rutowski was de zoon van de als "Fatima" bekende, in Ofen in Hongarije bevrijde, Turkse slavin Maria Anna. Na de geboorte van zijn twee buitenechtelijke kinderen Frederik August en Maria Anna Katharina werd de koninklijke favourite uitgehuwelijkt aan de kamerheer George von Spiegel.

## Militaire loopbaan
- Oberst: 8 oktober 1724[1]
- Generalmajor: 26 mei 1727[2][1][3]
- Generalleutenant: 1 januari 1736[2][3]
- General der Cavallerie: 21 april 1738[2][3]
- General: 6 januari 1746[3]
- Generalfeldmarschall: 11 januari 1749[2][3]- 22 januari 1749[1]

## Onderscheidingen
- Tot Graaf verheven in 1724[1]
- Ridder in de Militaire Orde van Sint-Hendrik in 1736[1]
- Orde van de Witte Adelaar op 8 oktober 1724[1]